# Józef Roman Dygas
Józef Roman Dygas (ur. 1954, zm. 9 kwietnia 2016) – polski fizyk, profesor doktor habilitowany inżynier, wykładowca na Wydziale Fizyki Politechniki Warszawskiej.

## Życiorys
Związany zawodowo z Zakładem Joniki Ciała Stałego Wydziału Fizyki Politechniki Warszawskiej, w latach 1986–1988 pełnomocnik Dziekana Wydziału Fizyki Technicznej i Matematyki Stosowanej ds. Domów Studenckich. Od 1987 do 1991 pełnił funkcję kierownika Laboratorium Fizyki II na terenie południowym PW. W latach 2008–2016 był prodziekanem ds. Nauczania na Wydziale Fizyki, od 2012 do 2016 był członkiem Senackiej Komisji ds. Kształcenia. Specjalizował się w zakresie fizyki ciała stałego.
Pochowany na cmentarzu w Podkowie Leśnej.